# Antheraea castanea
Antheraea castanea är en fjärilsart som beskrevs av Jordan 1910. Antheraea castanea ingår i släktet Antheraea och familjen påfågelsspinnare. Inga underarter finns listade i Catalogue of Life.